# ホリースプリングス (ノースカロライナ州)
ホリースプリングス（英: Holly Springs）は、アメリカ合衆国ノースカロライナ州のウェイク郡にある町。人口は4万1239人（2020年）。州都ローリーやリサーチ・トライアングル・パークに近いことから、人口が増加している。

## 歴史

### 前史時代
ホリースプリングスとなった地域は、ヨーロッパ人が入って来る以前の時代に、タスカローラ族インディアンが狩猟地として使っていた。タスカローラ族はヨーロッパ人の流入にともない、1720年頃にこの地域を逃げ出し、北部のイロコイ連邦を構成する6部族の1つとなった。

### 1800年以前
ホリースプリングスの町は清水の泉の周りで成長しており、当初「聖なる泉」（ホリー・スプリングス）だったと考えられている。泉は現在のアベントフェリー道路とカスホルト道路の交差点近くにあった。これらの道路が州都ローリーからケープフェア川とファイエットビル、さらにはヒルズボロやスミスフィールドに繋がれた。

### 19世紀初期
1800年までにその交差点に村が生まれ、リチャード・ジョーンズが建てた雑貨店や、バプテスト教会、フリーメイソンの支部があった。その後間もなく製材所やコットン・ジンが建てられた。
スコットランド出身の仕立て屋アーチボルド・レスリーが1817年頃にこの町に入って来て、仕立て屋を始め、間もなく泉の近くに家屋の建設を始めた。この38室ある邸宅は現在、レスリー・アルフォード・ミムズ邸と呼ばれ、町役場に近いアベントフェリー道路近く建っている。
ホリースプリングス・バプテスト教会は1822年に設立され、町で最初の成功した教会になった。フリーメイソン支部115号が1847年に結成され、1854年には二階建ての支部ビルが建てられた。この建物は町で最初の学校としても使われた。1854年、ホリースプリングス・アカデミーが開校し、生徒にウェイクフォレスト大学に入学する準備をさせた。その2年後、支部の1階部分が女子の学校として使われた。この支部には2006年秋に歴史的な場所を示す銘板が建てられた。

### 南北戦争
南北戦争のとき、ノースカロライナ州はアメリカ合衆国から脱退した。オスカー・R・ランド大尉があらゆる年齢の志ある男子を徴兵し、南軍に属するゼブロン・ベアード・バンス州知事の第26歩兵連隊に加えた。ゲティスバーグの戦いの1日、ピケットの突撃として知られる強襲のときに、指揮を執っていた士官14人のうちの13人が死んだ。880人いた兵士の中で81人のみが生き残って話を伝えた。
町の男性が出て行って、ホリースプリングスの学校は2つとも閉鎖され、町は事実上ゴーストタウンとなった。北軍が北に退くときに、ホリースプリングスがその通り道になった。「バマーズ」と呼ばれた強盗の一団が地域の農園や家屋を襲い、食料、物資、銀、衣服など価値のある物を奪って行った。
この戦中にはまた、2週間だけ北軍の1部隊がホリースプリングス近くで宿営し、レスリー・アルフォード・ミムズ邸を本部に設営した。レスリー夫人はヤンキーを酷く憎んでいたが、その家をことのほか愛していたので、兵士を冷静な礼儀をもって扱った。このことで家は破壊を免れた。南部の家屋が多く破壊された時代だった。レスリー夫人は「兵士達を魅了したので、彼らは家を燃やさなかったが、鶏肉は持って行った。」と言ったとされている。
ホリースプリングスの小さな町は繁栄する町になるはずだったが、南北戦争によって経済的に破壊された。町を出て行った家族もいた。アペックスの村を通るチャタム鉄道が建設されることで、村からの逃亡が加速された。鉄道は近隣の町を外界に繋いだ。歴史家のM・N・アミスは、1871年のホリースプリングスを「脱走された村」と表現した。

### 19世紀後半
ホリースプリングスの町は1877年に設立された。
1875年、ジョージ・ベントン・アルフォードは、成功していた商業をミドルクリーク郡区からホリースプリングスに移し、町の経済的再生を始める推進者になった。1年後にレスリーの家を買収し、それが村の中心となった。その後の時代に家屋にかなりの増築や改築を行い、ウェイク郡では数少ない舞踏室をもつなど、最大級の邸宅となった。
実業家で政治家だったアルフォードは、商店、製材所、コットン・ジン、ホリースプリングス土地改良会社など幾つかの事業を始め、州議会が町に認証を与えることになった。アルフォードは新聞の「ケープフェア・エンタープライズ」も創刊し、町を宣伝するために使われた。ケープフェア・アンド・ノーザン鉄道の法人認証を得るために、町の顕著な人々の協力を得た。この鉄道はダーラム・サザン鉄道になった。
戦後、ホリースプリングス・アカデミーを復活させる試みが何度か行われたが、その度に失敗した。暫くの間、子供たちは民家で教育を受けていたが、フリーメイソンによって最初の共学学校が開かれ、125人の生徒を受け入れた。1906年、町は子供たちを教育するためにより大きく設備の良い施設の必要性を訴えた。レイモンド・A・バート、J・カーターおよび女子の学校改良協会の指導により、泉の近くの土地10エーカー (40,000 m²) が買収された（これは当時、図書館と文化芸術センターの場所だった）。1908年に授業が始まった。

### 第一次世界大戦
この時点でアルフォードは裕福であり、ホリースプリングスを人口1万人の工業都市に変えたいという夢があった。町の人口は大きく増加してはおらず、300人ほどでしかなかったが、企業の町と学校が外部の人々を惹きつけていた。繁栄する村は再度第一次世界大戦の開始で戦争の打撃を受けた。若者が戦うために出て行き、他の者は戦争に関連する産業に働くために出て行った。

### 世界恐慌
1923年にアルフォードが死に、政治的なサークルで声を上げる者も居なくなった。続いて世界恐慌になった。20世紀への変わり目に設立されたホリースプリングス銀行が1924年に破産した。この時期のホリースプリングスは困難な状況にあったが、公共事業促進局の金が学校の講堂を建設するために使われた。町は雇用を確保させるために行われた新しい連邦道路建設工事からも見放されていた。

### 第二次世界大戦
第二次世界大戦も第一次世界大戦がやったことと同じだった。若者が戦争のために出て行き、あるいは都市に仕事を求めて出て行った。終戦になるとホリースプリングスは人口が激減していた。1950年代初期、ピードモント台地の都市が繁栄している中で、ホリースプリングスは取り残されていた。

### 1960年–1980年
1960年代初期、人口は580人ほどで安定し、ノースカロライナ州道55号線が拡張されたのと同じ時期に町は通りに蛍光灯の街灯を導入した。町の美化努力が州の外観委員会から表彰されることになった。町の人種別構成は1980年代まで強い少数民族が存在して、バランスが悪くなっていた。この時代、黒人の事業が幾つか繁栄した。ドライクリーニング、床屋、雑貨屋3軒があり、ジョージ・グリグスビーという著名黒人市民が建てた「パックハウス」という集積所があった。この人物から地元のグリグスビー・アベニューが名付けられた（それまでは旧フキー道路と呼ばれていた）。町政委員会は著名な黒人で構成され、例えば、バーニス・ラシター、コーラ・ラシター、ジェイムズ・ノリス（ホリースプリングスでは最初の黒人町長）、ジョン・マクニール、エディソン・パーキンス、ジョージ・キンブル、説教師ベックウィズがいた。後の1980年代にはナンシー・ウォンブル、オーティス・バード牧師などがおり、今日でもパリッシュ・"ハム"・ウォンブルが残っている。
この時代に町はデシー・メイ・ウォンブルを雇用した。ノースカロライナ州では初の黒人女性の警察署長だった。黒人差別が停止されると、黒人用のホリースプリングス学校が閉鎖され、その生徒の多くが周辺の町の学校に転校となった。これが町でのバス通学の始まりとなり、1990年代後半まで続いていたが、ホリースプリングス道路沿いにホリースプリングス小学校が開校してそれが終わった。

### 1980年から現在
1987年町では初の下水処理場が建設されて、真の成長が始まった。ケーリーやアシュビルの人口増から溢れた人々が町に移って来始めたのが1992年であり、急な人口増加を見た。1992年の人口900人が1998年には推計6,000人となり、2020年には4万1239人になった。
ウェイク郡公共図書館体系に属するホリースプリングス・コミュニティ図書館と、文化芸術施設が2006年12月初旬に開館した。

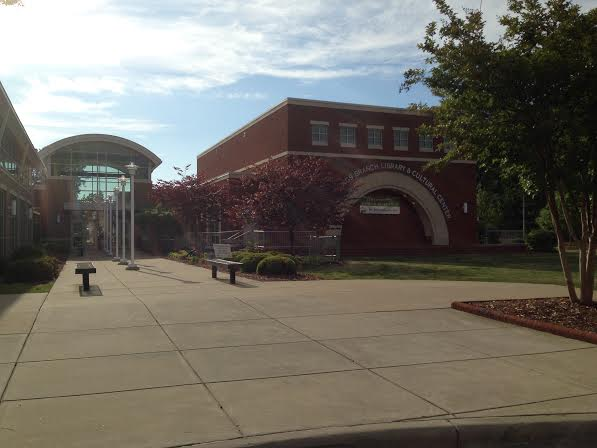
ホリースプリングス図書館支所

2006年7月18日、製薬会社のノバルティスがホリースプリングスに製造施設を建設し、約350人を雇用して、新技術を用いインフルエンザのワクチンを生産すると発表した。この製造施設はノースカロライナ州道55号線バイパス沿いのホリースプリングス・ビジネスパークの土地167エーカー (0.68 km²) に建てられることになった。2008年遅くには建設工事が終わった。ノバルティスの投資額は少なくとも2億6,700万ドルであり、最終的には6億ドルに達することもありうる。
製薬会社のブリストル・マイヤーズ スクイブがノースカロライナ州道55号線バイパス沿い、将来州間高速道路540号線との交差点になる郡が所有する土地に興味を示した。郡は元々、提案されている埋立地を会社に販売して経済開発に使わせることを望んでいたが、郡の指導者が入口にあることになる固形ゴミ変換ステーションを移すことを拒んだ。会社がその場所を移さないと決断したときに、ウェイク郡郡政委員会が5対2の票決で、そこに埋め立て地を建設する計画を進めることになった。
長年、町の指導者は、ホリースプリングスが高い成長率を示すことになると確信するようになってきた。それはリサーチ・トライアングル・パークという経済推進力で加速されることになった。ホリースプリングスはパークまで18マイル (29 km) と近い位置にある。
2007年のCNNMoney.comの評価に拠れば、ホリースプリングスは住みやすい小さな町で第22位に挙げられた。
2011年4月16日、ホリースプリングス町の中心近くで大きな竜巻が発生し、樹木を倒し、家屋や建物を破壊した。
ホリースプリングス町内にあるアメリカ合衆国国家歴史登録財に指定されているものとしては、ハリントン・デウォー邸、ホリースプリングス・フリーメイソン支部、レスリー・アルフォード・ミムズ邸がある。

## 地理
ホリースプリングス町は北緯35度39分16秒 西経78度49分29秒 / 北緯35.65444度 西経78.82472度 (35.654583, −78.824624)に位置している。
アメリカ合衆国国勢調査局に拠れば、町域全面積は15.1平方マイル (39.2km2)であり、このうち陸地15.0平方マイル (38.9 km2)、水域は0.12平方マイル (0.3km2)で水域率は0.78%である。
隣接する町としては、北にアペックス、南にフキーバリナがある。

## 人口動態
以下は2010年国勢調査による人口統計データである。
| 基礎データ（（ ）内は2000年のデータ） - 人口: 24,661 人 (9,192) - 世帯数: 8,147 世帯 (3,316) - 家族数: 6,706 家族 (2,609) - 人口密度: 630.6人/km2（1,633.18 人/mi2） - 住居数: 8,658 軒 (3,642) - 住居密度: 219.9軒/km2（569.6 軒/mi2） 人種別人口構成 - 白人: 79.80% - アフリカン・アメリカン: 12.6% - ネイティブ・アメリカン: 0.40% - アジア人: 2.9% - 太平洋諸島系: 0.01% - その他の人種: 1.8% - 混血: 2.5% - ヒスパニック・ラテン系: 6.30% 年齢別人口構成 - 18歳未満: 32.4% - 18-24歳: 5.0% - 25-44歳: 45.0% - 45-64歳: 15.9% - 65歳以上: 4.9% - 年齢の中央値: 33歳 - 性比（女性100人あたり男性の人口） - 総人口: 97.3 | 世帯と家族（対世帯数） - 18歳未満の子供がいる: 55.5% - 結婚・同居している夫婦: 70.1% - 未婚・離婚・死別女性が世帯主: 9.4% - 非家族世帯: 17.7% - 単身世帯: 14.5% - 65歳以上の老人1人暮らし: 2.9% - 平均構成人数 - 世帯: 3.03人 - 家族: 3.38人 収入と家計 - 収入の中央値 - 世帯: 85,000米ドル - 家族: 92,539米ドル - 性別 - 男性: 66,630米ドル - 女性: 43,326米ドル - 人口1人あたり収入: 31,527米ドル - 貧困線以下 - 対人口: 3.7% - 対家族数: 2.6% - 18歳未満: 4.7% - 65歳以上: 12.9% |

## 教育
公立学校 （ウェイク郡公共教育体系）
- ホリーグローブ小学校[23]
- ホリーリッジ小学校[24]
- ホリースプリングス小学校[25]
- ホリーリッジ中学校[26]
- ホリーグローブ中学校[27]
- ホリースプリングス高校[28]

私立学校
- ニュースクール・モンテッソリ・センター[29]

## レクリエーション
公共のレクリエーション施設には以下のものがある
- バス湖公園
- グリーンウェイズ
- ジョーンズ公園
- ノース・メイン・アスレティック複合施設
- パリッシュ・ウォンブル公園
- サッグ農場公園 サッグ

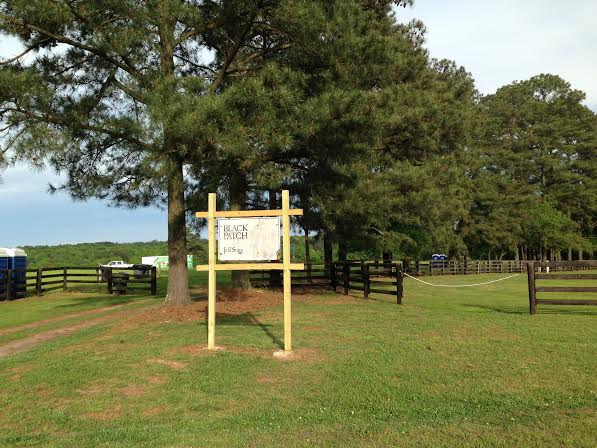
サッグ

- W・E・ハント・レクリエーション・センター W・E・ハント・レクリエーション・センター

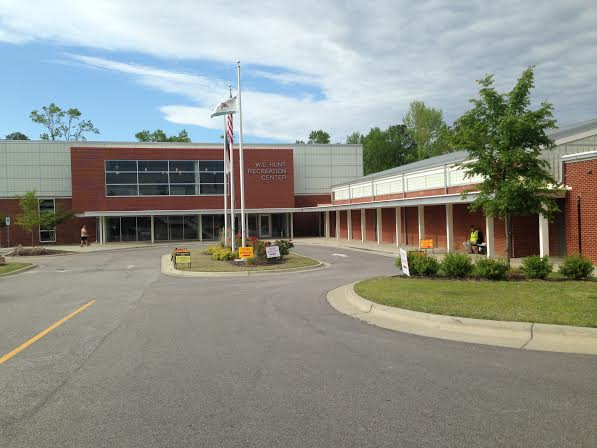
W・E・ハント・レクリエーション・センター

ホリースプリングスは、2015年からコースタル・プレーン・リーグに加盟した野球チームのホリースプリングス・サラマンダーズが本拠にしている。